# Judenzählung

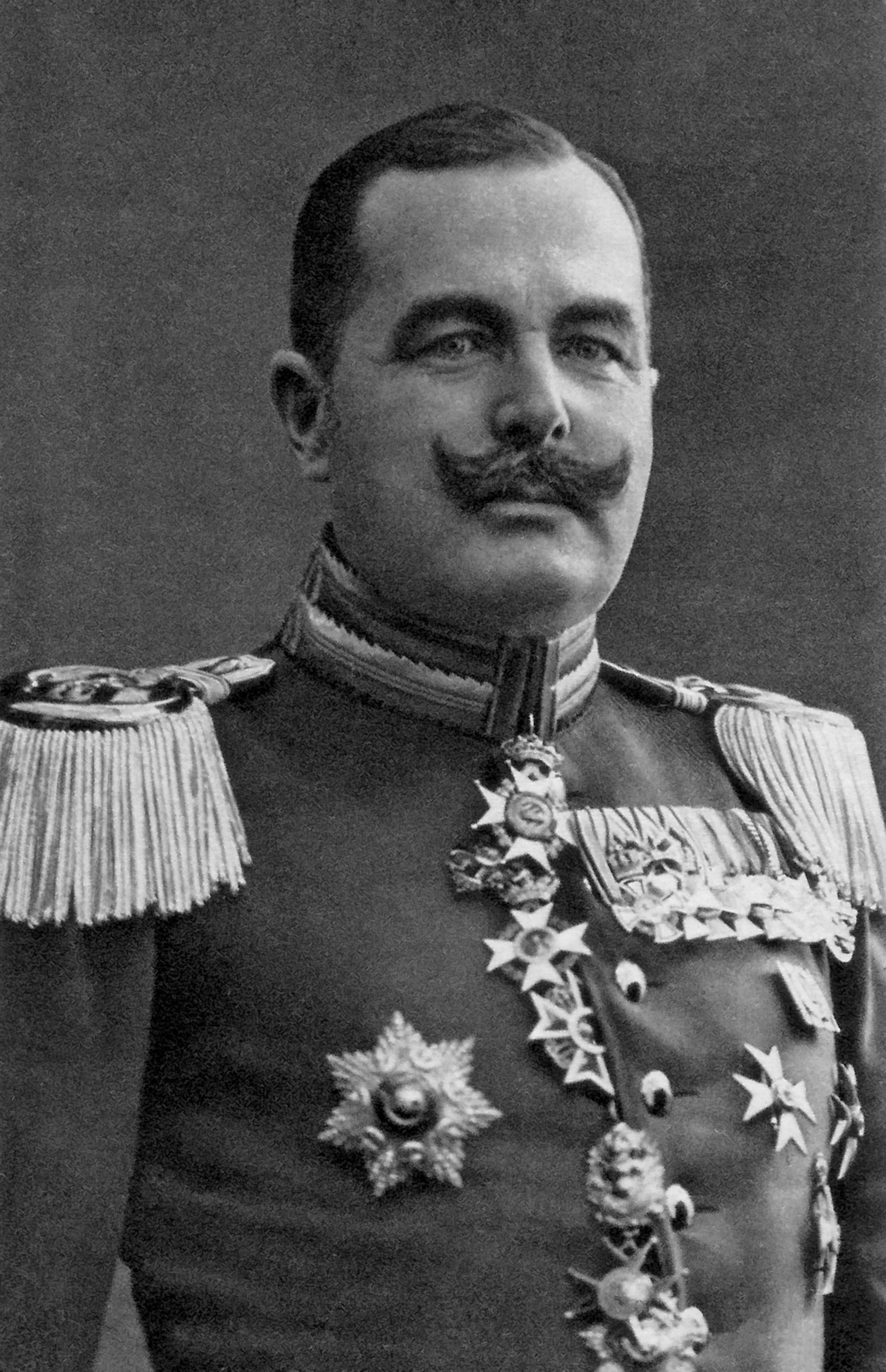
Adolf Wild von Hohenborn

Die „Judenzählung“ (auch: „Judenstatistik“; amtlicher Titel: „Nachweisung der beim Heere befindlichen wehrpflichtigen Juden“) zum Stichtag 1. November 1916 war eine staatlich angeordnete statistische Erhebung zum Anteil der Juden an allen Soldaten des deutschen Heeres im Ersten Weltkrieg. Sie sollte auch die Zahlen der kriegstauglichen, an der Front dienenden, verlegten, unabkömmlich gemeldeten, zurückgestellten und gefallenen jüdischen Wehrpflichtigen ermitteln.
Der Erlass des preußischen Kriegsministers Adolf Wild von Hohenborn vom 11. Oktober 1916 reagierte auf den im deutschen Offizierskorps verbreiteten Antisemitismus und die von antisemitischen Verbänden, Parteien und Medien damals verstärkte Propaganda, Juden seien „Drückeberger“, die sich dem Waffendienst an der Front mit allen möglichen Ausreden entzögen und davon unverhältnismäßig oft befreit würden.
Die Ergebnisse der Erhebung wurden bis Kriegsende geheim gehalten. Das verstärkte die Ressentiments gegen jüdische Kriegsteilnehmer erheblich. Erlass und Geheimhaltung seines Resultats galten den Betroffenen und Kritikern des Regierungskurses als Diskriminierung der jüdischen Minderheit, Parteinahme für die Antisemiten und Scheitern aller liberalen Integrationsbemühungen im Kaiserreich mit weitreichenden Folgen.
1922 ergab eine genaue Untersuchung, dass mit 17,3 Prozent anteilig ebenso viele deutsche Juden wie Nichtjuden zum Kriegsdienst eingezogen worden waren, obwohl aus Alters- und Berufsgründen nur 15,6 Prozent der Juden wehrpflichtig gewesen waren. 77 Prozent von ihnen hatten an Fronteinsätzen teilgenommen. Sie stellten damit proportional fast ebenso viele Frontsoldaten wie die Nichtjuden.

## Vorgeschichte

### Kriegsbeginn

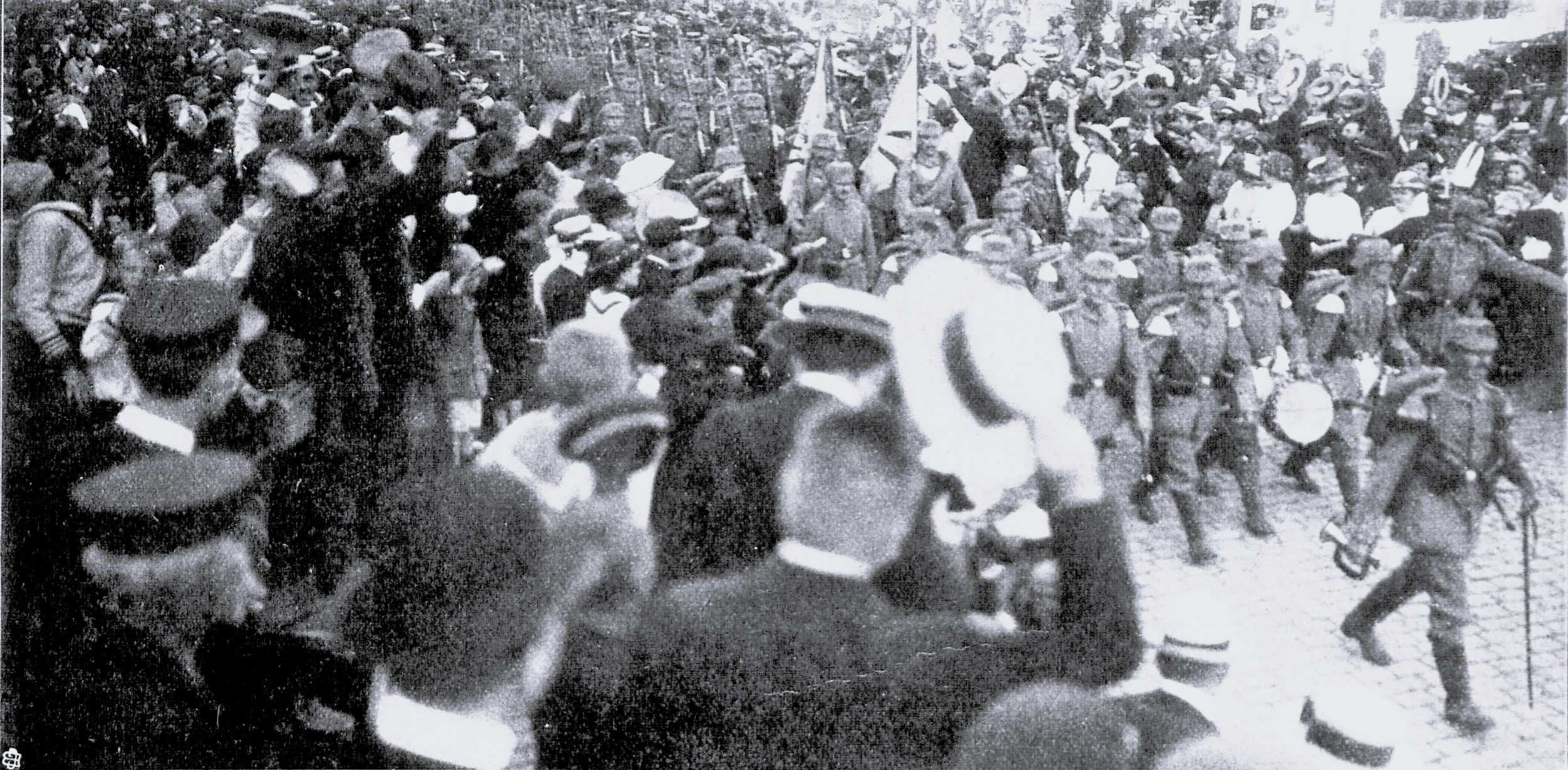
Auszug deutscher Soldaten aus ihrer Garnison, August 1914

Die nationalistische Begeisterung in großen Teilen der deutschen Bevölkerung beim „Augusterlebnis“ zu Beginn des Ersten Weltkriegs sollte auch die sozialen, konfessionellen, parteilichen und regionalen Gegensätze mildern oder vergessen machen. So verkündete Kaiser Wilhelm II. in seiner Rede im Reichstag aus Anlass der einstimmigen Zustimmung der SPD zum Burgfrieden:

„Ich kenne keine Parteien mehr, ich kenne nur noch Deutsche! Zum Zeichen dessen, dass Sie fest entschlossen sind, ohne Parteiunterschied, ohne Stammesunterschied, ohne Konfessionsunterschied durchzuhalten mit mir durch dick und dünn, durch Not und Tod, fordere ich die Vorstände der Parteien auf, vorzutreten und mir das in die Hand zu geloben.“

Der Krieg erschien vielen jüdischen Deutschen des Kaiserreichs als Chance, ihren Patriotismus zu beweisen. Daher riefen jüdische Verbände wie der Central-Verein deutscher Staatsbürger jüdischen Glaubens ihre Mitglieder 1914 geschlossen zum Kriegsdienst auf. Zur Mobilisierung erschienen vielfältige Flugblätter und Aufrufe, z. B. schrieb die Jüdische Rundschau:

„Wir deutschen Juden kennen trotz aller Anfeindungen in den Zeiten des Friedens heute keinen Unterschied gegenüber anderen Deutschen. Brüderlich stehen wir mit allen im Kampfe zusammen.“

Etwa 100.000 deutsche Juden wurden zum Soldatendienst eingezogen, davon meldeten sich über 10.000 freiwillig zum Dienst an der Front. Nun konnten sie zum ersten Mal in der preußischen Armee auch in den Offiziersrang befördert werden. Viele wollten sich bis zur Judenzählung, manche auch noch danach durch besondere Tapferkeit auszeichnen und so die unter nichtjüdischen Soldaten und Offizieren verbreitete Ablehnung überwinden. Viele nichtjüdische Deutsche sahen deren Teilnahme am Krieg nun als „Bewährungsprobe“ und setzten die Juden einem dauernden Loyalitätsdruck aus.

### Erstes Kriegsjahr
Der Antisemitismus trat in den ersten Kriegswochen scheinbar zurück, zumal antisemitische Propaganda nun verboten wurde und der staatlichen Zensur unterlag. In der Euphorie des „Augusterlebnisses“ erwartete man einen schnellen Sieg über die Entente-Staaten. Doch schon Ende August 1914 verlangte der zwar aus wenigen Mitgliedern, darunter aber vielen Führungskräften großer Interessenverbände zusammengesetzte antisemitische Reichshammerbund in einem internen Rundbrief, man solle „Kriegsermittlungen“ über die aktive Teilnahme von Juden am Kriegsdienst und in Einrichtungen der „öffentlichen Mildtätigkeit“ anstellen. Das sollte Zweifel an der Vaterlandsliebe der deutschen Juden wecken und ihnen durch die Kriegslage entstandene Alltagsnöte anlasten. Der Alldeutsche Verband unterstützte diese Kampagne. Sein stellvertretender Vorsitzender, Konstantin von Gebsattel, erklärte die als „Lösung der Judenfrage“ bezeichnete Ausgrenzung und Vertreibung der deutschen Juden im Dezember 1914 zu einem „deutschen Kriegsziel“.
Nach dem ersten Kriegswinter war die Hoffnung auf den schnellen Sieg geschwunden. Die Kriegsopfer nahmen im erstarrten Stellungskrieg im Westen ständig zu. Die britische Seeblockade verhinderte die Einfuhr kriegswichtiger Rohstoffe aus den neutralen Ländern und führte in Deutschland zu schweren Versorgungsengpässen. Daraufhin wurde im Kriegsministerium eine neue Kriegsrohstoffabteilung zur Versorgung der Armee gegründet, deren Leitung Walther Rathenau erhielt. Auf Initiative des Hamburger Reeders Albert Ballin, des Hamburger Bankiers Max Warburg und seines Generalbevollmächtigten Carl Melchior wurde die Zentral-Einkaufsgesellschaft gegründet, die über ein Netz nationaler Kriegsgesellschaften ausländische Lebensmittel, Rohstoffe und Proviant importieren sollte. Die genannten vier Personen waren jüdischer Abstammung und etwa zehn Prozent dieser Neugründungen wurden von Juden geführt, da sie sich aufgrund traditioneller Berufssparten häufiger als andere Deutsche im großstädtischen Handel konzentrierten.
Im Frühjahr 1915 begann auch der antisemitische Bund der Landwirte öffentlich gegen „jüdische Zersetzung“ und „jüdische Flaumacherei“ zu agitieren. Angesichts der zunehmenden Hetze gründeten einige Verbände deutscher Juden, darunter der Central-Verein deutscher Staatsbürger jüdischen Glaubens, der Verein zur Abwehr des Antisemitismus und das Kartell Jüdischer Verbindungen, einen „Ausschuss für Kriegsstatistik“. Dieser sammelte mit einem einheitlichen Formular durch Gemeinde- und Hausbesuche Daten zu den Einberufungen, Berufen, Alter und Herkunftsorten jüdischer Soldaten in fast allen jüdischen Gemeinden Deutschlands. Vorsitzender war Heinrich Silbergleit, Direktor des Statistischen Amts der Stadt Berlin, wissenschaftlicher Leiter war Jacob Segall.

### Zweites Kriegsjahr
Im Kriegswinter 1915/16 verstärkten die Antisemiten inner- und außerhalb des deutschen Heeres ihre Kampagnen gegen jüdische Geschäftsleute, Ladenbesitzer, Bankiers und Politiker. Im Militär wurden Judenwitze erzählt und Reime geprägt: Überall grinst ihr Gesicht, nur im Schützengraben nicht! Die von Offizieren und radikalen Nationalisten geschürten Gerüchte sagten jüdischen Soldaten einen Mangel an Tüchtigkeit und Mut nach; oft wurden sie als körperlich unterlegen und für das Soldatendasein ungeeignet beschrieben. Zugleich behaupteten zahlreiche anonyme Beschwerden an das Kriegsministerium, dass sie sich in großer Zahl dem Fronteinsatz entzögen. Sie würden Geld und Beziehungen nutzen, um in Schreibstuben, Etappenkommandos und Büroposten bequem durch den Krieg zu kommen. Sie würden wichtige Posten in den Kriegsproviantgesellschaften erhalten, damit einen beherrschenden Einfluss auf die Kriegswirtschaft ausüben und sich an der Not der Bevölkerung bereichern.
Um Beförderungen und Auszeichnungen von Juden zu verhindern, nahmen Offiziersverbände Kontakte zu antisemitischen Organisationen auf. Der Alldeutsche Verband, die Deutschvölkische Partei, der Reichshammerbund und andere judenfeindliche Verbände behaupteten immer aggressiver, dass die Juden sich ihren Pflichten entzögen. Man unterstellte jüdischen Geschäftsinhabern Preistreiberei, Hortung und Zurückhaltung von Lebensmittelbeständen, Bevorzugung der eigenen Glaubensgenossen, Ausbeutung und geheime Verschwörungen mit den Briten gegen das deutsche Volk. Die 1919 im Deutsch-Völkischen Schutz- und Trutzbund vereinten Antisemitengruppen brachten zehntausende Handzettel in Umlauf, deren Texte gegen die „Hinterfrontjuden“, die Herren der „unabkömmlichen Konfession“, die man nur „sehr vereinzelt im Kriege voranstürmen“ sah, agitierten.
Diese Pamphlete griffen auch bestimmte jüdischstämmige oder „judenfreundliche“ Regierungsmitglieder an. Theobald von Bethmann Hollweg z. B. wurde im März 1915 als „Kanzler des deutschen Judentums“ bezeichnet. Walther Rathenau gab sein Amt im Kriegsministerium angesichts dieser Anfeindungen im selben Monat auf. Er schrieb dazu im August 1916:

„Je mehr Juden in diesem Kriege fallen, desto nachhaltiger werden ihre Gegner beweisen, dass sie alle hinter der Front gesessen haben, um Kriegswucher zu treiben. Der Hass wird sich verdoppeln und verdreifachen.“

Am 16. März 1916 sandten Theodor Fritsch, der Gründer, und Alfred Roth, der Bundeswart des Reichshammerbundes, ein „Memorandum“ an Kaiser, Minister, Landesfürsten, Reichstagsabgeordnete und Prominente. Es beschrieb die Notlage des Volkes, besonders in Großstädten, und lastete diese „Kriegsgewinnlern“ und Kriegsgesellschaften an. Diese seien „aufgeblasen, unfähig und meist von Juden geleitet“. Sie dienten ihnen als „Unterschlupf vor dem Frontdienst“. Es gebe eine „jüdische Verfilzung des deutschen Wirtschaftslebens durch das System Ballin-Rathenau“. Der Kaiser solle den Burgfrieden beenden und die namentlich genannten Hauptschuldigen bestrafen. Dem folgten weitere, jedoch anonyme Eingaben dieser Art aus demselben Umfeld.
Hintergrund war der zunehmende Unmut im Reichstag über die Profite der Kriegs- und Rüstungsindustrie, zu deren Überprüfung ein Reichstagsausschuss gebildet worden war. Daher sahen Intellektuelle die antisemitischen Eingaben als Ablenkungsmanöver.
Am 9. Juni 1916 lud Oberst Ernst von Wrisberg, Direktor des Allgemeinen Kriegsdepartements im Kriegsministerium, die Armeekommandeure und Kriegsminister der deutschen Länder zu einer Tagung ein, die die „Ersatzfrage“ (Nachrekrutierung für Tote und Verwundete) und „Drückebergerei“ behandeln sollte. Er erwähnte Klagen über die angeblich häufige Freistellung von Juden vom Waffendienst; man sage ihnen nach, diese „ohne Gewissen“ zu beanspruchen, andernfalls mit Geschäfts- oder Betriebsaufgabe zu drohen und ihre Glaubensbrüder in Banken und Geschäftshäusern unterzubringen, wo sie erfolgreich Unabkömmlichkeit beantragen könnten. Dies führe zu einer Wirtschaftsbeherrschung durch Juden. Dagegen rege sich starker Widerstand, so die Eingabe des Reichshammerbundes. Die Heeresverwaltung müsse daher eine Sonderstellung der Juden verhindern. Weitere Redner verlangten eine Statistik, um angebliche „Judenschliche“ auszuschließen, etwa Atteste jüdischer Militärärzte zur Ausmusterung jüdischer Rekruten.
Am 17. Juni 1916 richtete der deutschvölkische Reichstagsabgeordnete Ferdinand Werner eine parlamentarische Anfrage an den preußischen Kriegsminister:

„1. Wieviel Geschäften und Geschäftsleuten sind die Heereslieferungen entzogen worden? Wie heißen diese Firmen und Geschäftsleute und wo wohnen sie?
 2. Wie viel Personen jüdischen Stammes stehen an der Front? Wie viel in der Etappe? Wieviel in den Garnisonsverwaltungen, Intendanturen usw.?
 3. Wieviel Juden sind reklamiert bzw. als unabkömmlich bezeichnet worden?“

Am 16. Juli 1916 meldete das Generalkommando des Armeekorps Stettin dem Kriegsminister Klagen, dass viele wehrpflichtige und kriegstaugliche Juden vom Heeresdienst befreit würden und sich „von diesem unter allen nur möglichen Vorwänden drücken“. Dies fördere eine antisemitische Unruhe in der Öffentlichkeit. Um diese Störung des Burgfriedens zu vermeiden, müsse das Ministerium „obenbenannte Leute“ energisch zum Waffendienst verpflichten und übermäßige Reklamationen von Juden für die Verwaltungsstellen – genannt wurden Getreidekommissare, Viehhändler, Fellaufkäufer und andere – verhindern.

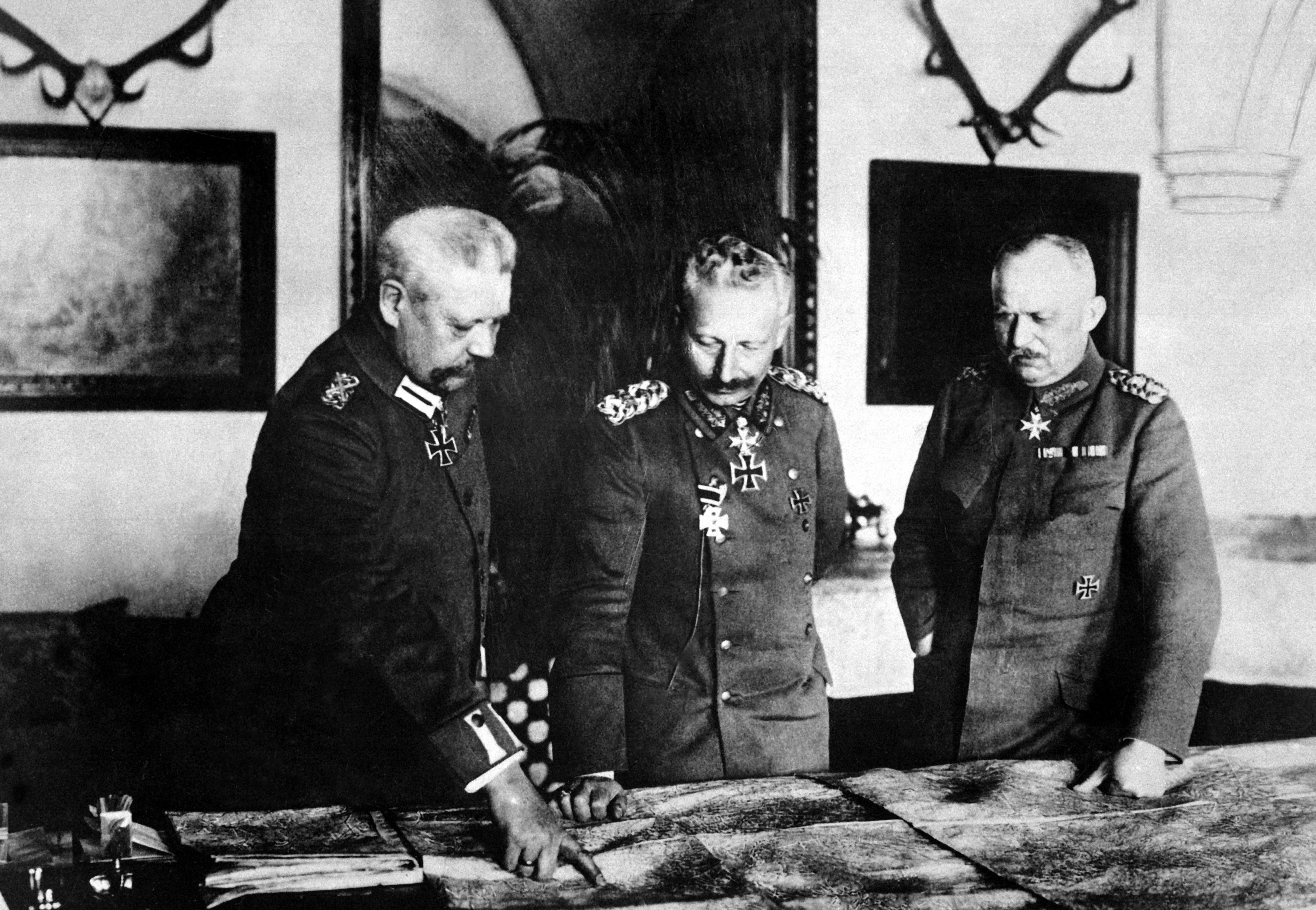
Paul von Hindenburg, Wilhelm II. und Erich Ludendorff, deutsches Generalhauptquartier 1917

Am 29. August 1916 rückten Paul von Hindenburg und Erich Ludendorff in die Oberste Heeresleitung (OHL) auf. Dies markierte einen militärpolitischen Richtungswechsel. Einen Monat darauf trat der bisherige stellvertretende Kriegsminister Franz Gustav von Wandel zurück. Er hatte 1914 mit seinem „Erlass zur Ergänzung der Offiziere während des Krieges“ auch jüdischen Soldaten Beförderungen in Offiziersränge ermöglicht.

## Erlass und Durchführung
Am 11. Oktober 1916 gab Hohenborn folgenden Erlass an das Heer heraus:

„Fortgesetzt laufen beim Kriegsministerium aus der Bevölkerung Klagen darüber ein, daß eine unverhältnismäßig große Anzahl wehrpflichtiger Angehöriger des israelitischen Glaubens vom Heeresdienst befreit sei oder sich von diesem unter allen nur möglichen Vorwänden drücke. Auch soll es nach diesen Mitteilungen eine große Zahl im Heeresdienst stehender Juden verstanden haben, eine Verwendung außerhalb der vordersten Front, also in dem Etappen- und Heimatgebiet und in Beamten- und Schreiberstellen zu finden.
 Um diese Klagen nachzuprüfen und ihnen gegebenenfalls entgegentreten zu können, ersucht das Kriegsministerium ergebenst um gefällige Aufstellung einer Nachweisung nach dem anliegenden Muster 1 und 2.“

Beigefügt waren zwei Fragebögen, die alle Truppenteile ausgefüllt an ihre Generalkommandos, diese bis zum 1. Dezember 1916 an das Kriegsministerium zurücksenden sollten. Der erste fragte nach dem Anteil der Juden unter den Wehrpflichtigen, der zweite nach Zurückstellungen, Ausmusterungen, Verlegungen von Juden in die Etappe. Eine genaue Anleitung, wie die Befragung durchzuführen sei, fehlte. Namensangaben wurden nicht verlangt, die Erhebung blieb den Kommandostellen überlassen.
Einige Wendungen des Begleittextes – „unverhältnismäßig große Anzahl … befreit sei“, „sich unter allen möglichen Vorwänden drücke“, „soll es eine große Zahl im Heeresdienst stehender Juden verstanden haben, eine Verwendung außerhalb der Front zu finden“ – stammten wörtlich aus antisemitischen Pamphleten des Reichshammerbundes. Da Ernst von Wrisberg für Eingaben an das Ministerium und Reklamationen der Kriegswirtschaft zuständig war und ähnliche Aussagen bereits auf seiner Militärtagung im Juni zitiert hatte, wird er als Autor des Erlasses angesehen. Mitunterzeichner war Ludendorff, der die Zählung jedoch nie erwähnte.
Auf erste öffentliche Proteste hin nahm Wrisberg an der Reichstagssitzung vom 3. November 1916 teil und bestritt dort antisemitische Motive des Kriegsministeriums:

„Diese Verfügung hat nur den Zweck gehabt, statistisches Material zu sammeln und Vorwürfe, die gegen die Juden erhoben worden sind, diesseits prüfen zu können. Antisemitische Absichten sind durch diese Verfügung selbstverständlich in keiner Weise verfolgt worden.“

Er bestätigte so erstmals offiziell die angeordnete Judenzählung. Nachdem die Proteste weiter zunahmen und zwei Parteien sowie die Judenverbände den Abbruch der Erhebung forderten, gab Hohenborn am 11. November 1916 einen Folgeerlass heraus. Dieser wies die Vorwürfe, die Erhebung sei antisemitisch oder durch Verhalten jüdischer Soldaten während der Kämpfe veranlasst, zurück und verbot allen Kommandostellen, Juden aus ihren bisherigen Stellungen zu entfernen.
Die Rückgabefrist für die Fragebögen wurde vielfach überschritten. Im Februar 1917 wurde die Zählung ohne weitere öffentliche Erklärung beendet. Eine vergleichbare, auf eine Minderheit zielende und mit ausdrücklicher Nennung der Vorwürfe gegen sie begründete Erhebung wurde in keinem anderen kriegsbeteiligten Land durchgeführt.

## Folgen im Krieg

### Heer
Der Erlass verstärkte antijüdische Ressentiments im deutschen Heer erheblich. Jüdische Soldaten wurden nun öfter degradiert und weit seltener zu Offizieren befördert, als es ihrem Anteil und ihren Leistungen entsprach. Sie blieben von Aufstiegschancen ausgeschlossen, die das Militär jungen Menschen sonst bot. Erst nachdem die Kriegsopfer den Offiziersmangel vergrößerten, wurden auch Juden wieder etwas häufiger befördert. Ihre Autorität wie auch die jüdischer Militärärzte und Verwaltungsbeamter hatte die Zählung jedoch bereits untergraben.
Obwohl die Konservative Partei und die jüdischen Organisationen wiederholt die Bekanntgabe der Umfrageergebnisse forderten, lehnte das Kriegsministerium diese während des Krieges aus „Rücksicht auf inneren Frieden“ stets ab. Diese Geheimhaltung gab antisemitischen Vorurteilen, dass man die Juden im Heer wohl nicht ohne Grund gezählt habe, noch mehr Auftrieb. Beamte des Kriegsministeriums verbreiteten das Gerücht, die Ergebnisse seien für die Juden derart „verheerend“, dass man sie zu ihrem Schutz zurückhalte. Daran knüpften radikale Antisemiten an, um die Kluft zwischen jüdischen und nichtjüdischen Soldaten zu verstärken.
Für jüdische Soldaten war die Zählung ein tiefer Einschnitt. Sie demonstrierte ihnen unübersehbar, dass weder Gesellschaft noch Militär oder Regierung ihren Patriotismus und ihre Kriegsopfer anerkannten. Damalige Tagebücher und Feldpostbriefe zeigen deutlich die Gefühle der Zurückweisung, Demütigung und Stigmatisierung. Vizefeldwebel Julius Marx rief seinem Kompanieführer zu, als dieser seine Personalien für die „Judenstatistik“ aufnehmen wollte: Was soll denn dieser Unsinn?! Will man uns zu Soldaten zweiten Ranges degradieren, uns vor der ganzen Armee lächerlich machen? Er schrieb in sein Tagebuch: Pfui Teufel! Dazu also hält man für sein Land den Schädel hin… Der Soldat Georg Meyer schrieb zwei Monate vor seinem Tod an der Front an seine Familie: Mir ist, als hätte ich eben eine furchtbare Ohrfeige erhalten. Die Sozialistin, Pazifistin und Frauenrechtlerin Henriette Fürth, deren zwei Söhne an der Front waren, schrieb ein Gedicht „Judenzählung“ in der Zeitschrift Liberales Judentum (Januar 1917, S. 12 f.)
Der Erhebung folgten weitere antisemitische Maßnahmen im kaiserlichen Militär. Jüdische Soldaten, die sich über Demütigungen infolge der Zählung beklagten, wurden beim Kriegsministerium denunziert, das dann sofort Verfahren wegen Dienstvergehen gegen sie einleitete. Ende November 1916 ordnete das Magdeburger Artillerieregiment an, alle kriegstauglich gemeldeten Juden sofort an die Front zu schicken. Im August 1917 ließ das Generalkommando Stettin alle vom Kriegsdienst freigestellten jüdischen Wehrpflichtigen von einer Sonderkommission noch einmal nachmustern. Nach Protesten dagegen ließ das Erste Armeekorps alle „Mannschaften jüdischer Konfession“ im Schreibdienst dem „praktischen Dienst“ zuführen. Diese Befehle verstießen gegen den Folgeerlass vom 11. November 1916; doch der Kriegsminister trat dem ebenso wenig entgegen wie Degradierungen von Juden, die in Teilen des Heeres weiter vorkamen, und den ausufernden Gerüchten über angeblich verheerende Resultate der Zählung. Die Armeeführung erkannte zudem jüdische Kriegsleistungen nie offiziell an.
Oberst Max Bauer, Ludendorffs Verbindungsmann zur Reichsregierung und zum Alldeutschen Verband, gab im Juli 1918 einen Lagebericht an den Kaiser und den Kronprinzen heraus, in der er die „abbröckelnde Kraft“ des Heeres und die Stimmung unter den Soldaten beschrieb: Es herrsche „mit Recht … eine ganz ungeheure Wut“ auf die Juden. Denn während er sich in manchen Berliner Straßen wie in Jerusalem fühle, sehe er an der Front kaum einen Juden. Fast jeder sei über ihre geringe Heranziehung empört, aber es werde nichts gebessert:

„… denn an die Juden, das heißt das Kapital, das wieder Presse und Parlament in der Hand hat, anzugehen, ist ja unmöglich.“

### Reichstag
Matthias Erzberger von der katholischen Zentrumspartei forderte am 19. Oktober 1916 im Haushaltsausschuss des Reichstags, der Reichskanzler solle baldmöglichst eine „eingehende Übersicht über das gesamte Personal aller Kriegsgesellschaften […] getrennt nach Geschlecht, militärpflichtigem Alter, Bezügen, Konfession“ aufstellen und veröffentlichen lassen. Unklar ist, ob er den internen Erlass des Kriegsministers bereits kannte und mit seinem Antrag ergänzen wollte oder noch nichts von der geplanten Judenzählung im Heer wusste.
Seinen Antrag unterstützten die Nationalliberale und die Konservative Partei sowie einige Sozialdemokraten. Der nationalliberale Abgeordnete Gustav Stresemann vertrat die Meinung:

„Wer einer offenen Klarstellung der Verhältnisse widerstrebt, … erweckt den Anschein, als ob es etwas zu vertuschen gäbe. Meinen Freunden und mir erschien eine offene Klarstellung als das beste Mittel, um den überall umlaufenden Gerüchten den Boden zu entziehen. Wessen Taktik die richtige ist, wird die Zukunft erweisen.“

Dies kritisierten liberale Medien als Bruch mit liberalen Prinzipien und mit der Politik des Burgfriedens und als Annäherung an die Antisemiten. Es komme auf Leistung, nicht Religion an. Den Antisemitismus durch Mitmachen zu bekämpfen sei absurd; die Zählung der Konfessionsangehörigkeit werde die Kluft zwischen Juden und Christen verstärken. Die SPD-Mehrheit und die Fortschrittliche Volkspartei (FVP) erreichten, dass der Haushaltsausschuss das Kriterium der Konfession aufgab. Die Regierung lehnte den Antrag zwar ab, doch Carl Melchior trat danach von seinem Amt in der Einkaufsgesellschaft zurück.
Am 2. und 3. November 1916 wurde der Erlass Hohenborns, der durch die Zählung vom 1. November inzwischen bekanntgeworden war, im Reichstag diskutiert. Nur die SPD und die FVP lehnten ihn ab. Philipp Scheidemann kritisierte ihn als Bruch des „Burgfriedens“, der alle Deutschen unabhängig von ihrer Religion und politischen Überzeugung mit dem Kaiser als oberstem Kriegsherrn einen sollte. Ähnliche Kritik übte Wolfgang Heine (SPD). Daniel Stücklen (SPD) wies darauf hin, dass Juden die Beförderung zu Offizieren verwehrt wurde, obwohl man ihnen bei Kriegsbeginn Aufstiegschancen im Heer versprochen habe. Adolf Neumann-Hofer (liberal) zufolge war dies ein Verstoß gegen die Verfassung und ein Gleichstellungsgesetz vom 3. Juli 1889. Max Quarck (SPD) zitierte die Fragebogeneinleitung der 8. Armee: Um den ungerechtfertigten Vorwürfen der Bevölkerung wegen Bevorzugung der Juden entgegentreten zu können… Diese Formulierung habe viel Ärger vermieden. Er habe erfahren, dass Befehlshaber Juden am Stichtag von der Front versetzt hätten. Auch ziehe man sie oft zu untergeordneten Diensten heran, die nicht ihrem Beruf und ihren Fähigkeiten entsprächen. Man solle die Statistik aufgeben, da sie weder richtige Zahlen bringe noch die wahren Drückeberger entdecke.
Ludwig Haas, der jüdische Sprecher der FVP, war Frontoffizier und Inhaber des Eisernen Kreuzes I. Klasse. Er hielt eine emotionale Rede, an deren Ende er sagte:

„Ich habe eine Fülle von Briefen in diesen Tagen erhalten voller Klagen über den Erlass. Es sind Briefe darunter – die Tränen können einem ins Auge treten. Es geht durch alle Briefe hindurch: Nun sind wir gezeichnet.“

Abgeordnete anderer Parteien äußerten sich nicht; auch Werner, Erzberger und Stresemann, die zuvor entsprechende Anträge gestellt und unterstützt hatten, schwiegen in dieser Debatte. Erst im Januar 1917 warnte Stresemann, der die Zählung als Mittel zur Widerlegung von Vorurteilen begrüßt hatte, vor einer „antisemitischen Bewegung […], wie sie noch nie dagewesen ist.“

### Deutsche Judenverbände
Erst durch Wrisbergs Stellungnahme in der Reichstagsdebatte vom 3. November 1916 erfuhr die deutsche Öffentlichkeit von dem Erlass und der begonnenen Zählung im Heer. Dies beunruhigte vor allem die deutschen Judenverbände. Sie sahen die Zählung als offenkundige Diskriminierung der Juden und Abkehr von der bisherigen Assimilations- und Emanzipationspolitik des Kaiserreichs. Zum ersten Mal hatte die Regierung selbst eine Erklärung mit antisemitischen Tönen herausgegeben und die deutschen Juden zur Zielgruppe gesonderter Behandlung gemacht; anders als im Berliner Antisemitismusstreit von 1879 regte sich diesmal kaum öffentlicher Widerspruch seitens prominenter Nichtjuden dagegen.
Daher berieten die Verbände ein gemeinsames Vorgehen. Da Wrisberg antisemitische Motive zurückgewiesen hatte und man sich nicht mangelnde Loyalität vorwerfen lassen wollte, wählten sie den Reichstagsabgeordneten Oskar Cassel (1849–1923), Leiter des Verbandes der deutschen Juden, zu ihrem Sprecher in dieser Sache. Cassel protestierte am 7. November 1916 „gegen Ausnahmebestimmungen für Juden“, die „die Aufopferungsfähigkeit unserer Glaubensgenossen im Felde und im Lande herabsetzen und herabwürdigen“. Er und Max Warburg initiierten eine Eingabe an den neuen Kriegsminister Hermann von Stein, der Hohenborn am 29. Oktober 1916 abgelöst hatte. Warburg bat ihn darum, öffentlich zu erklären, dass die Juden ebenso tapfer kämpften wie andere Deutsche. Stein lehnte ab und hielt Warburg stattdessen einen Vortrag über die angeblich „vaterlandslosen“ Eigenschaften der Juden am Beispiel Heinrich Heines.

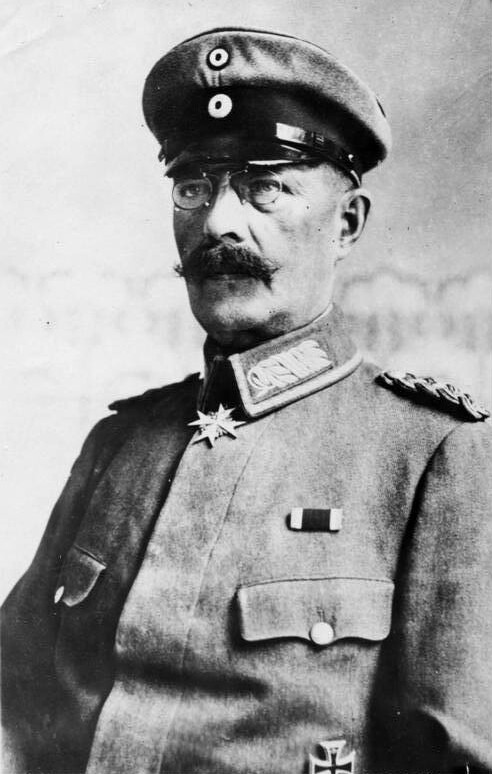
Hermann von Stein, September 1916

Der Oberrat der Israeliten Badens nannte die Zählung eine „durch nichts gerechtfertigte Ehrenbeleidigung“, durch die „das Andenken der Tausende geschändet“ werde, „die ihr Blut und Leben in begeisterungsvoller Opferfreudigkeit hingegeben haben“. Der Justizrat Senator Meyer in Hannover schickte dem Vorsitzenden der dortigen Zentrumspartei, Peter Spahn, die Todesanzeige seines gefallenen Bruders und schrieb darunter die Frage:

„Wird Ihnen und Ihren Freunden nicht bange vor den Anklagen, welche diese noch in ihrem Todeskampfe beschimpften Helden als stumme Blutzeugen vor dem Thron des Höchsten erheben?“

Im Oktober 1917 schrieb die Zeitung Im deutschen Reich, Organ des Centralvereins deutscher Staatsbürger jüdischen Glaubens: Uns steht ein Krieg nach dem Kriege bevor.

## Folgen nach dem Krieg

### Streit um veröffentlichte Zahlen

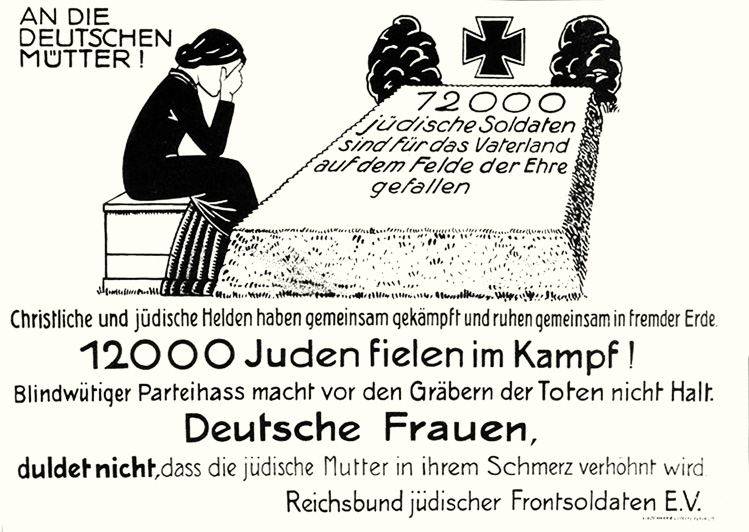
Flugblatt des Reichsbundes jüdischer Frontsoldaten von 1920

Anfang 1919 veröffentlichte Alfred Roth unter dem Pseudonym „Otto Armin“ das Buch Die Juden im Heere – Eine statistische Untersuchung nach amtlichen Quellen. Danach seien die jüdischen Frontkämpfer unterrepräsentiert und der Vorwurf der „Drückebergerei“ berechtigt. Seine Quellen deckte er nicht auf. Auf Anfrage bestätigte Reichswehrminister Otto Geßler am 26. Juli 1920 Roths Zahlenangaben. 1921 folgte Roths Schrift Die Juden in den Kriegs-Gesellschaften und in der Kriegswirtschaft. Darin veröffentlichte er das Memorandum vom Juni 1916 und gab wiederholte anonyme Eingaben aus seiner Feder zu. Der Deutschvölkische Schutz- und Trutzbund verwendete diese Angaben für massive antijüdische Propaganda.
Deshalb veröffentlichte Jacob Segall 1922 die vom Ausschuss für Kriegsstatistik während des Krieges gesammelten Daten, die ein ganz anderes Ergebnis zeigten. Daraufhin entbrannte ein Streit über die verschiedenen Statistiken, ihre Erhebungs- und Auswertungsmethoden und ihre Zuverlässigkeit.
Im selben Jahr veröffentlichte Wrisberg den zweiten Band seiner Kriegserinnerungen (Heer und Heimat). Darin gab er erstmals absolute Zahlen des Kriegsministeriums zur Judenzählung bekannt. Da diese mit denen Roths übereinstimmten, wird angenommen, dass er Roth die Zahlen 1918/19 übermittelt hat. Nun versuchte er, Roth gegenüber Segall direkt zu stützen und die bisherige staatliche Geheimhaltung der Zahlen zu rechtfertigen. Dazu behauptete er, ein ungenannter „Israelit“ sei im Krieg an ihn persönlich herangetreten, habe seine Bitte um Bekanntgabe der Zahlen aber nach „vertraulichen Andeutungen über das für seine Rasse nicht günstige Bild der Statistik“ rasch zurückgezogen. Erst nach Beendung der Kampfhandlungen, im Verlauf der Novemberrevolution 1918, sei „der Jude“ plötzlich überall militärisch aktiv geworden und in jedem Soldatenrat vertreten gewesen. Einzelne Juden seien durchaus tapfer gewesen:

„Aber ebensowenig darf an der Tatsache vorbeigegangen werden, daß der verhetzenden und zersetzenden Tätigkeit des Judentums in Volkswirtschaft und Heer ein ungeheurer Anteil an dem über unser Vaterland hereingebrochenen Unglück zur Last fällt.“

Damit vertrat er die antisemitische Fassung der Dolchstoßlegende, mit der die Annexionisten, etwa Heinrich Claß, bereits vor dem Kriegsende die Verantwortung für die Kriegsniederlage und Kriegsfolgen auf das „internationale Judentum“ abgewälzt hatten.

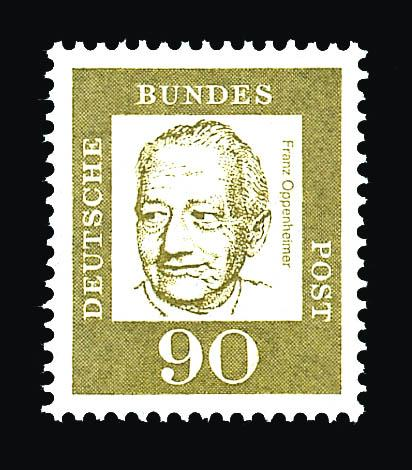
Franz Oppenheimer (1864–1943)

Darauf antwortete der jüdische Statistiker und Demograf Franz Oppenheimer 1922 mit der Studie Die Judenstatistik des Preußischen Kriegsministeriums. Im ersten Teil stellte er die Erhebungsmethode in Frage: Offenbar habe man den Anteil der jüdischen Soldaten wegen der Kriegssituation nur durch Auszüge aus Listeneinträgen bei der Heeresverwaltung ermittelt. Diese Methode lasse jedoch viele Fehlerquellen und keine Kontrolle der Ergebnisse zu. Truppenteile, Offiziere und Verwaltungsstellen könnten ungenaue oder falsche Angaben gemacht oder weitergeleitet haben; die suggestive Fragestellung könne als Wunsch nach möglichst niedrigen Zahlen gewirkt haben; jüdische Soldaten, die ihre Konfession verschwiegen, um Schikanen zu entgehen, seien nicht erfasst; möglicherweise hätten antisemitische Offiziere ihnen bekannte Juden am Stichtag zur Etappe abkommandiert, um die Zählung zu ihren Ungunsten zu beeinflussen. Demgegenüber erlaube nur ein aufwendiges Einzelmeldeverfahren für alle Soldaten, die Resultate mit den Gesamtzahlen des Heeres abzugleichen, um solche Fehler zu reduzieren. Nur mehrfache Gesamtzählungen dieser Art während des Krieges erlaubten sichere Schlussfolgerungen.
Im zweiten Teil wies Oppenheimer eklatante Einzelfehler Wrisbergs nach: Er sei von etwa 615.000 deutschen Juden ausgegangen, obwohl es 1914 um 550.000 gewesen seien. Denn die Volkszählung von 1910, auf die Wrisberg sich bezog, zählte die damals ortsanwesenden Juden, von denen 60.000 bis 70.000 Nichtdeutsche waren. Ferner habe er die Zahl der jüdischen Frontsoldaten um etwa 20.000 zu niedrig angesetzt; hier sei Segalls Zahl wahrscheinlicher, da diese von reichsweiten Umfragen in jüdischen Gemeinden während des gesamten Krieges stamme. Es sei nicht anzunehmen, dass die Zahl während eines Stichtags plötzlich um so viel niedriger liege als die Durchschnittszahl. Zudem habe er die in der Etappe gemeldeten Juden mit 11 Prozent verzehnfacht, da er versäumt habe, sie mit der absoluten Gesamtzahl abzugleichen. Keine seiner Zahlen sei aussagekräftig, solange die entsprechenden Anteile der Nichtjuden bei Ausgemusterten, Zurückgestellten, Beurlaubten usw. nicht bekannt seien. Wegen der unhaltbaren Erhebungsmethoden und elementaren Fehler nannte Oppenheimer das Unternehmen „die größte statistische Ungeheuerlichkeit, derer sich eine Behörde jemals schuldig gemacht hat“.
Im dritten Teil wies er Wrisberg Fehlschlüsse aus seinen Zahlenangaben nach. Selbst wenn diese korrekt ermittelt worden wären, seien Folgerungen daraus nur möglich, wenn man Altersstrukturen, Berufsgruppen, Sterblichkeitsraten, Stadt-Land-Gefälle und andere besondere Faktoren der jüdischen Bevölkerung berücksichtige. So sei es verständlich, dass darunter verhältnismäßig viele Ärzte, Freiberufler und wenig Bauern seien, da Juden einige Berufe überdurchschnittlich oft ergriffen. Vom Waffendienst befreite Ärzte und Sanitäter im Heer seien deswegen keine Drückeberger; ebenso wenig Übersetzer, Journalisten und Redakteure für Truppenzeitungen, für die man entsprechend Ausgebildete brauche, wie sie unter Juden häufiger vertreten seien. Oppenheimer verlangte eine Prüfung der Zahlen Segalls und Wrisbergs durch unabhängige Wissenschaftler; verweigere die Regierung diese, sei das antisemitische Motiv ihrer Zählung erwiesen.

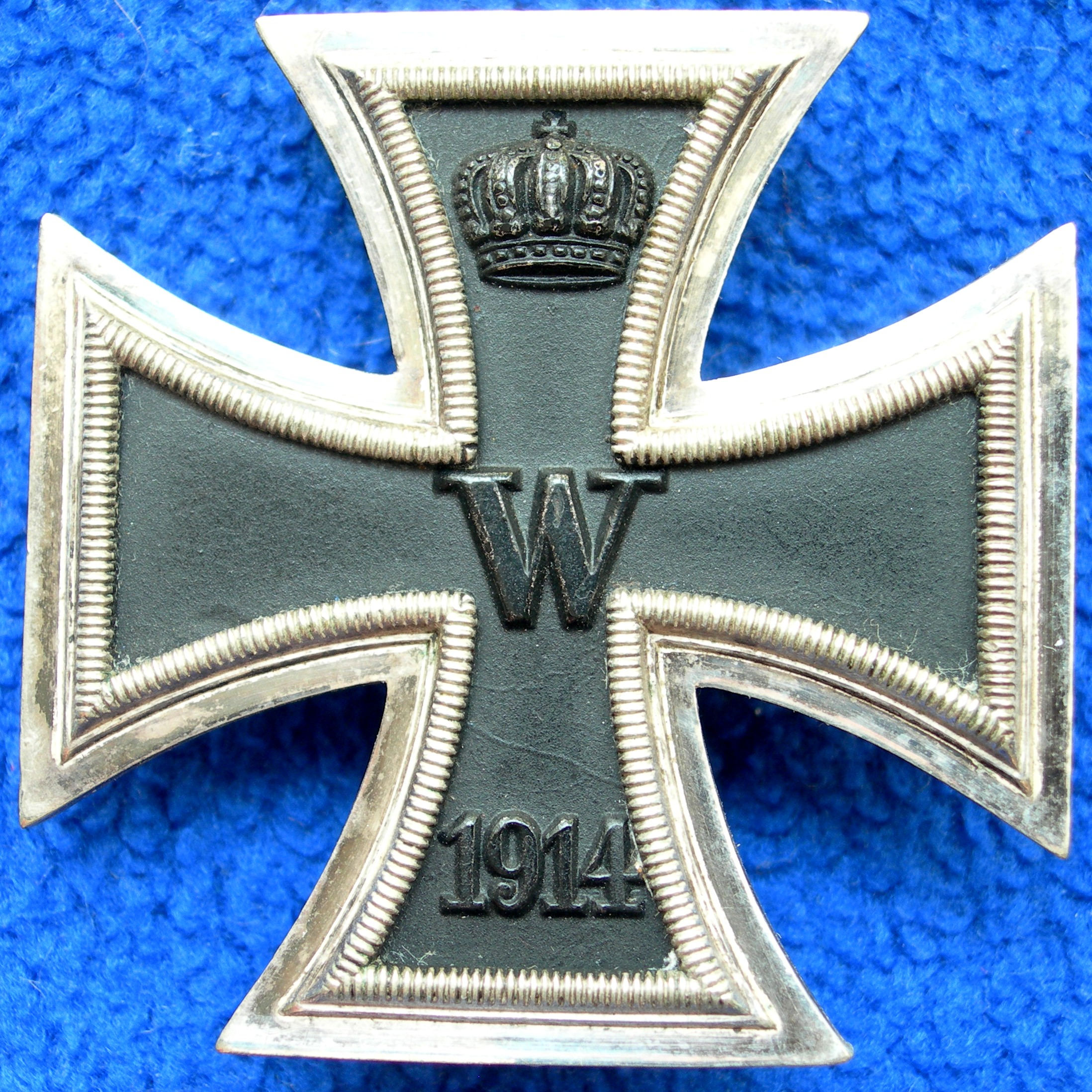
Eisernes Kreuz im Ersten Weltkrieg, 1914

Im Ergebnis wiesen Segall und Oppenheimer nach, dass etwa 100.000 Juden am Krieg teilgenommen, davon 78.000 an der Front gekämpft hatten und 12.000 im Krieg gefallen waren. Über 10.000 Juden hatten sich freiwillig zum Kriegsdienst gemeldet, 19.000 waren befördert worden, 30.000 hatten Orden für besondere Tapferkeit erhalten. Die Anteile jüdischer Kriegsteilnehmer, Frontsoldaten und Gefallenen unterschieden sich prozentual kaum von den Anteilen bei Nichtjuden. 23.000 jüdische Soldaten wurden befördert, davon 11.060 zu Sanitätsoffizieren und höheren Militärbeamten, aber nur 2000 in militärische Offiziersränge. So belegten sie den Antisemitismus im deutschen Heer.

### Wachsender Antisemitismus
Wissenschaftliche Studien zur Judenzählung änderten nichts am Antisemitismus in der Reichswehr und der deutschen Gesellschaft. Der im Dezember 1918 gegründete „Stahlhelm, Bund der Frontsoldaten“ verweigerte jüdischen Frontkämpfern die Mitgliedschaft. Im Februar 1919 gründeten diese den „Reichsbund jüdischer Frontsoldaten“, der bis 1935 bestand und mit seinem Organ Der Schild vergeblich versuchte, über jüdische Kriegsleistungen aufzuklären und so antisemitische Hetze zurückzudrängen.
Der Nationalsozialist Dietrich Eckart versprach 1921 jedem 1000 Reichsmark Belohnung, der ihm eine jüdische Familie nennen könne, deren Söhne länger als drei Wochen an der Front gewesen waren. Der Landesrabbiner Samuel Freund aus Hannover nannte 20 jüdische Familien, für die dies zutraf, und verklagte Eckart, als dieser die Belohnung verweigerte. Im Prozess nannte Freund weitere 50 jüdische Familien mit bis zu sieben Kriegsteilnehmern, darunter etliche, die bis zu drei Söhne im Krieg verloren hatten. Eckart verlor den Prozess und musste zahlen.
Otto Rosenthal etwa hatte im Ersten Weltkrieg in der Königlich-Bayerischen Armee gedient und war mit dem Eisernen Kreuz ausgezeichnet worden. Nachdem der Rabbiner Isaak Heilbronn bei dessen Begräbnis 1924 die Judenfeindschaft im deutschen Offizierskorps beklagt hatte, entschied der Verein der Angehörigen des ehemaligen Königlich-Bayerischen 8. Feldartillerie-Regiments, „dass künftighin bei Beerdigungen von Kameraden israelitischen Glaubens die Vereinsfahne nicht mehr ausrückt und ebenso die Teilnahme den einzelnen Kameraden freigestellt bleibt“.
Am 12. Februar 1924 sollte ein Unterausschuss des vom Parlament eingesetzten Ausschusses zur Untersuchung der Ursachen der Kriegsniederlage das Thema Sabotage der Kriegführung behandeln. Der deutschnationale Berichterstatter Albrecht Philipp setzte stattdessen das Thema Drückebergerei auf die Tagesordnung und behauptete, die Judenzählung sei 1916 auf jüdisches Verlangen erfolgt und auf politischen Druck judenfreundlicher Kreise geheim gehalten worden. Daraufhin zitierte der jüdische SPD-Abgeordnete Julius Moses Segalls Zahlen und erzählte von der Prozessniederlage Dietrich Eckarts. Drei hohe Militärs – General Hermann von Kuhl, Otto von Stülpnagel und Bernhard Schwertfeger – berichteten von positiven Erfahrungen mit jüdischen Soldaten und deren Verdiensten, obwohl sie die Dolchstoßlegende vertraten.
Vor allem die DNVP und die NSDAP propagierten deren antisemitische Version und bedienten sich dazu der im kaiserlichen Militär vor und nach der Judenzählung gepflegten Ressentiments. Ex-General Erich Ludendorff behauptete in seinen Memoiren:

„Die Kriegsgewinnler waren zunächst einmal hauptsächlich Juden. Sie erlangten einen beherrschenden Einfluss in den Kriegsgesellschaften […], die ihnen Gelegenheit boten, sich auf Kosten des deutschen Volkes zu bereichern und von der deutschen Wirtschaft Besitz zu ergreifen, um eines der Machtziele des jüdischen Volkes zu erreichen.“

Dem stimmte Adolf Hitler in Mein Kampf 1925 zu:

„Die allgemeine Stimmung war miserabel… Die Kanzleien waren mit Juden besetzt. Fast jeder Schreiber ein Jude und jeder Jude ein Schreiber… Noch schlimmer lagen die Dinge bei der Wirtschaft. Hier war das jüdische Volk tatsächlich ‚unabkömmlich‘ geworden. Die Spinne begann, dem Volke langsam das Blut aus den Poren zu saugen. Auf dem Umwege über die Kriegsgesellschaften hatte man das Instrument gefunden, um der nationalen und freien Wirtschaft nach und nach den Garaus zu machen.“

## Historische Einordnung
Dem Historiker Werner Jochmann zufolge führte die „Judenzählung“ aus mehreren Gründen zu anfechtbaren Ergebnissen:

„Dabei konnte in Berlin niemand daran zweifeln, dass die Mehrheit der Offiziere und Unteroffiziere weder bereit noch in der Lage war, diese Erhebung gerecht und objektiv durchzuführen. Die einzelnen Generalkommandos versandten völlig unzureichende Fragebogen, so dass die Erhebung schon dadurch zu falschen Ergebnissen führen musste. Dort, wo Antisemiten für die Bearbeitung zuständig waren, wurden ohne Zögern Verwundete, Kriegsbeschädigte und [als Dolmetscher oder Spezialisten] Abkommandierte als Etappensoldaten gezählt.“

Heinrich August Winkler sah 1981 die Erhebung zum einen als Fortsetzung der von den Eliten Deutschlands getragenen Entliberalisierung, die mit Otto von Bismarcks Kulturkampf und Sozialistengesetzen eingeleitet worden sei, zum anderen als Beginn der Suche nach Schuldigen für die zu erwartende Kriegsniederlage:

„Nach dem Schwinden der Siegeshoffnung wuchs das Bedürfnis, Schuldige namhaft zu machen… Die Unterstellungen der Judenfeinde erwiesen sich als völlig grundlos. Die Erhebung aber war nichts Geringeres als die erste staatliche Anerkennung und Legitimierung des Antisemitismus seit der Judenemanzipation im 19. Jahrhundert: Darin lag die historisch einschneidende Bedeutung dieses nicht nur von den deutschen Juden als schockierend empfundenen Vorgangs.“

Volker Ullrich urteilte 1996 über die tatsächlichen Gründe der Zählung:

„Es ging dem preußischen Kriegsministerium nicht um eine Widerlegung der antisemitischen Anwürfe, sondern im Gegenteil darum, Material für ihre Bestätigung in die Hand zu bekommen. Der traditionell starke Antisemitismus im Offizierskorps wirkte sich hier aus, aber auch das Interesse der neuen Obersten Heeresleitung unter Paul von Hindenburg und Erich Ludendorff, alle verfügbaren Kräfte für die Front und die Rüstungsindustrie zu mobilisieren.“

Demnach war die Zählung ein Tribut an die antisemitische Mehrheit im Offizierskorps, um diese zu beruhigen und in weitergehende Kriegsziele einzubinden.
Für Peter Pulzer war 1997 diese Zählung „das deutlichste Zeichen dafür, inwieweit der ‚Geist von 1914‘ verflogen war und das Gedankengut der radikalen Rechten von der Regierung Besitz ergriffen hatte“. Ferner urteilte er:

„Kein anderer Akt des Krieges trug mehr dazu bei, die Juden zu entfremden und an ihren Status als Stiefkinder zu erinnern.“

Für Hans Mommsen zeigte 2000 die Zählung eine antisemitische Welle an, mit der auch die Gleichsetzung von Juden mit Kommunisten (jüdischer Bolschewismus) in der Nachkriegszeit begonnen habe:

„Die Einstellung Kommunismus gleich Judentum, die in dieser Zeit hochkommt, teilt sich dem Offizierskorps mit. Das mag erklären, warum die deutschen Truppenführer später im Rassenvernichtungskrieg eben keinen Widerstand geleistet, sondern mehr oder minder mitgemacht haben.“

Auch Wolfram Wette sah 2002 die Zählung als neue Stufe des Antisemitismus im deutschen Offizierskorps, der sich von der Kaiserzeit bis zur Zeit des Nationalsozialismus durchgehalten und die Verbrechen der Wehrmacht in Osteuropa, besonders ihre Beteiligung am Holocaust, ermöglicht habe. Die Judenfeindschaft unter Offizieren könne einfache Mannschaftsgrade beeinflusst und ihr Mitmachen bei den Massenerschießungen seit 1939 begünstigt haben. Dies sei noch unzureichend erforscht. Antisemiten in der dritten OHL wie Oberst Max Bauer hätten das Klischee der jüdischen Drückebergerei mit dem Klischee einer jüdischen Herrschaft über die Innenpolitik und über die, die einen Verständigungsfrieden anstrebten, verknüpft. So hätten sie die geheim gehaltene Judenzählung benutzt, um die spätere Dolchstoßlegende vorzubereiten.
Hans-Ulrich Wehler nannte 2008 vier historische Gründe für die Zählung: 1. Hohenborn habe unter dem Druck der neuen OHL gestanden, die alle Kräfte für erweiterte Kriegsziele mobilisieren wollte. Er habe die Vorwürfe gegen Juden prüfen lassen, um weitere Rekrutierungen zu ermöglichen und der OHL keine Vorwände zu liefern, ihn abzusetzen. 2. Die für die Durchführung zuständigen Beamten, vor allem Max Bauer und Wrisberg, seien selbst Antisemiten gewesen, die unter dem Vorwand einer Beruhigung der Öffentlichkeit das Anliegen rechtsradikaler Antisemitengruppen als politisch geboten übernommen hätten. 3. Die Heeresleitung habe die Judenverbände von erwarteten Forderungen, Juden aufgrund statistisch bewiesener Leistungen öfter zu Reserve- und Berufsoffizieren zu befördern, abschrecken wollen. 4. Die Interessen der Antisemiten im Heer hätten sich mit denen der Annexionisten gedeckt, diese radikale Rechte habe den Burgfrieden spätestens im Sommer 1916 faktisch aufgekündigt.

## Weiterführende Informationen

### Einzelbelege
1. ↑  Oliver Janz: 14 – Der große Krieg. Campus, 2013, ISBN 3-593-42063-5, S. 307.
2. ↑  Jacob Segall: Die deutschen Juden als Soldaten im Kriege 1914–1918. Eine statistische Studie. Mit einem Vorwort von Heinrich Silbergleit, Berlin 1922, S. 11 ff. (PDF; 3,63 MB); Vergleichstabelle abgebildet bei Jacob Rosenthal: Die Ehre des jüdischen Soldaten. Die Judenzählung im Ersten Weltkrieg und ihre Folgen. Campus Verlag, Frankfurt am Main/New York 2007, S. 119.
3. ↑  Thronrede Kaiser Wilhelms II. (Memento vom 7. Februar 2009 im Internet Archive)
4. ↑  zitiert nach Nachum T. Gidal: Die Juden in Deutschland von der Römerzeit bis zur Weimarer Republik. Könemann, Köln 1997, S. 13.
5. ↑  Jacob Rosenthal: Die Ehre des jüdischen Soldaten. Die Judenzählung im Ersten Weltkrieg und ihre Folgen. Campus Verlag, Frankfurt am Main/New York 2007, S. 97.
6. ↑  Ulrich Sieg: Judenzählung. In: Gerhard Hirschfeld, Gerd Krumeich, Irina Renz (Hrsg.): Enzyklopädie Erster Weltkrieg. UTB, Stuttgart 2009, ISBN 3-8252-8396-8, S. 599.
7. ↑  Werner Eugen Mosse: Juden im Wilhelminischen Deutschland 1890–1914. Mohr Siebeck, Tübingen 1998, S. 467.
8. ↑  Michael Berger: Art. Judenzählung. In: Dan Diner (Hrsg.): Enzyklopädie jüdischer Geschichte und Kultur, Band 3: He–Lu. Metzler, Stuttgart/Weimar 2012, S. 243.
9. ↑  Volker Ullrich: Fünf Schüsse gegen Bismarck. Historische Reportagen 1789–1945. München 2002, S. 111.
10. ↑  Hans-Ulrich Wehler: Deutsche Gesellschaftsgeschichte 1914–1949, Band 4: Vom Beginn des Ersten Weltkriegs bis zur Gründung der beiden deutschen Staaten. 3. Auflage 2008, S. 128.
11. ↑  Saul Friedländer: Das Dritte Reich und die Juden. Die Jahre der Verfolgung 1933–1939. C. H. Beck/dtv, München 1998, ISBN 3-423-30765-X, S. 88.
12. ↑  Volker Ullrich: Fünf Schüsse gegen Bismarck. Historische Reportagen 1789–1945. München 2002, S. 111; Elke Kimmel: Methoden antisemitischer Propaganda im Ersten Weltkrieg: Die Presse des Bundes der Landwirte. Metropol Verlag, Berlin 2000, ISBN 3-932482-40-9, S. 91 ff.
13. ↑  Jacob Rosenthal: Die Ehre des jüdischen Soldaten. Die Judenzählung im Ersten Weltkrieg und ihre Folgen. Campus Verlag, Frankfurt am Main/New York 2007, S. 53 f.
14. ↑  Jacob Rosenthal: Die Ehre des jüdischen Soldaten. Die Judenzählung im Ersten Weltkrieg und ihre Folgen. Campus Verlag, Frankfurt am Main/New York 2007, S. 106.
15. ↑  Zitiert nach Theodor Joseph: Vor 100 Jahren: Die „Judenzählung“ von 1916 und ihre Wirkung. (Memento des Originals vom 3. März 2018 im Internet Archive)  Info: Der Archivlink wurde automatisch eingesetzt und noch nicht geprüft. Bitte prüfe Original- und Archivlink gemäß Anleitung und entferne dann diesen Hinweis. In: Jüdische Rundschau, 3. November 2016.
16. ↑  Léon Poliakov: Geschichte des Antisemitismus. Band VIII: Am Vorabend des Holocaust. Athenäum, Frankfurt am Main 1988, S. 17; Heinrich August Winkler: Der lange Weg nach Westen. C. H. Beck, München 2002, ISBN 3-406-49527-3, Band 1, S. 344.
17. ↑  Volker Ullrich: Fünfzehntes Bild: Drückeberger. In: Julius H. Schoeps, J. Schlör (Hrsg.): Bilder der Judenfeindschaft. Antisemitismus, Vorurteile und Mythen. Weltbild (Bechtermünz), Augsburg 1999, S. 212 f.
18. ↑  Jacob Rosenthal: Die Ehre des jüdischen Soldaten. Die Judenzählung im Ersten Weltkrieg und ihre Folgen. Campus Verlag, Frankfurt am Main/New York 2007, S. 52.
19. ↑  Jacob Rosenthal: Die Ehre des jüdischen Soldaten. Die Judenzählung im Ersten Weltkrieg und ihre Folgen. Campus Verlag, Frankfurt am Main/New York 2007, S. 63.
20. ↑  Jacob Rosenthal: Die Ehre des jüdischen Soldaten. Die Judenzählung im Ersten Weltkrieg und ihre Folgen. Campus Verlag, Frankfurt am Main/New York 2007, S. 64 f.
21. ↑  Werner Jochmann: Die Ausbreitung des Antisemitismus. In: Werner E. Mosse, Arnold Paucker: Deutsches Judentum in Krieg und Revolution 1916–1923. Mohr Siebeck, Tübingen 1971, S. 427.
22. ↑  Sabine Hank, Hermann Simon (Hrsg.): Feldpostbriefe jüdischer Soldaten 1914–1918. Zwei Bände, Hentrich & Hentrich, 2002. Beispiel: Franz Rosenzweig über die am 16. Oktober 1916 vom Kriegsministerium angeordnete „Judenzählung“ an seine Mutter, 16. Februar 1917.
23. ↑  zitiert nach Jacob Rosenthal: Die Ehre des jüdischen Soldaten. Die Judenzählung im Ersten Weltkrieg und ihre Folgen. Campus Verlag, Frankfurt am Main/New York 2007, S. 12 und 102.
24. ↑  Michael A. Meyer u. a.: Deutsch-jüdische Geschichte in der Neuzeit. Band 3: Umstrittene Integration 1871–1918. C. H. Beck, 1. Auflage, München 1997, ISBN 3-406-39704-2, S. 368.
25. ↑  zitiert nach Wolfram Wette: Die Wehrmacht. 2. Auflage, Frankfurt am Main 2002, S. 47.
26. ↑  Egmont Zechlin: Die deutsche Politik und die Juden im Ersten Weltkrieg. Göttingen 1969, S. 525.
27. ↑  zitiert bei Jacob Rosenthal: Die Ehre des jüdischen Soldaten. Die Judenzählung im Ersten Weltkrieg und ihre Folgen. Campus Verlag, Frankfurt am Main/New York 2007, S. 56.
28. ↑  Jacob Rosenthal: Die Ehre des jüdischen Soldaten. Die Judenzählung im Ersten Weltkrieg und ihre Folgen. Campus Verlag, Frankfurt am Main/New York 2007, S. 70; vollständig zitiert nach Ludger Heid: In Reih und Glied. In: Der Freitag Nr. 12, 20. März 2014.
29. ↑  Deutsches Haus der Geschichte: Die „Judenzählung“ von 1916.
30. ↑  Saul Friedländer: Das Dritte Reich und die Juden. Die Jahre der Verfolgung 1933–1939. C. H. Beck/dtv, München 1998, Band 1, S. 89.
31. ↑  Volker Ullrich: Fünf Schüsse auf Bismarck. Historische Reportagen 1789–1945. C. H. Beck, München 2002, S. 113.
32. ↑  Jacob Rosenthal: Die Ehre des jüdischen Soldaten. Die Judenzählung im Ersten Weltkrieg und ihre Folgen. Campus Verlag, Frankfurt am Main/New York 2007, S. 82.
33. ↑  Jacob Rosenthal: Die Ehre des jüdischen Soldaten. Die Judenzählung im Ersten Weltkrieg und ihre Folgen. Campus Verlag, Frankfurt am Main/New York 2007, S. 118–122.
34. ↑  Werner Jochmann: Die Ausbreitung des Antisemitismus. In: Werner E. Mosse, Arnold Paucker: Deutsches Judentum in Krieg und Revolution 1916–1923. Tübingen 1971, S. 421.
35. ↑  Jacob Segall: Die deutschen Juden als Soldaten im Kriege 1914–1918. Eine statistische Studie. Mit einem Vorwort von Heinrich Silbergleit, Berlin 1922.
36. ↑  Jacob Rosenthal: Die Ehre des jüdischen Soldaten. Die Judenzählung im Ersten Weltkrieg und ihre Folgen. Campus Verlag, Frankfurt am Main/New York 2007, S. 118.
37. ↑  zitiert nach Franz Oppenheimer: Die Judenstatistik des preußischen Kriegsministeriums. Verlag für Kulturpolitik, Reihe Fragen der Zeit, München 1922 (PDF; 16,01 MB); auch in: Max Hueber (Hrsg.): Franz Oppenheimer: Soziologische Streifzüge. Gesammelte Reden und Aufsätze. Band 2, München 1927.
38. ↑  Franz Oppenheimer: Die Judenstatistik des preußischen Kriegsministeriums. Verlag für Kulturpolitik, 1922;
Online-Text zum Download.
39. ↑  Franz Oppenheimer: Die Judenstatistik des preußischen Kriegsministeriums. 1922, S. 252–285 im Aufsatzband Oppenheimers von 1927.
40. ↑  Hans-Ulrich Wehler: Deutsche Gesellschaftsgeschichte 1914–1949. Band 4: Vom Beginn des Ersten Weltkriegs bis zur Gründung der beiden deutschen Staaten. C. H. Beck, 3. Auflage 2008, ISBN 3-406-32264-6, S. 132.
41. 1 2  Jacob Rosenthal: Die Ehre des jüdischen Soldaten. Die Judenzählung im Ersten Weltkrieg und ihre Folgen. Campus Verlag, Frankfurt am Main/New York 2007, S. 126.
42. ↑  Jacob Rosenthal: Die Ehre des jüdischen Soldaten. Die Judenzählung im Ersten Weltkrieg und ihre Folgen. Campus Verlag, Frankfurt am Main/New York 2007, S. 150.
43. 1 2  zitiert nach Saul Friedländer: Das Dritte Reich und die Juden. Die Jahre der Verfolgung 1933–1939. C. H. Beck/dtv, München 1998, Band 1, S. 88.
44. ↑  Werner Jochmann: Die Ausbreitung des Antisemitismus. In: Werner E. Mosse, Arnold Paucker: Deutsches Judentum in Krieg und Revolution 1916–1923. Tübingen 1971, S. 425.
45. ↑  Heinrich August Winkler: Die deutsche Gesellschaft in der Weimarer Republik und der Antisemitismus. In: Bernd Martin, Ernst Schulin (Hrsg.): Die Juden als Minderheit in der Geschichte. dtv (1. Auflage 1981), Neuauflage 1994, ISBN 3-423-01745-7, S. 271 f.
46. ↑  Volker Ullrich: Dazu hält man für sein Land den Schädel hin! Die Zeit, 42/1996, S. 46.
47. ↑  Peter G. J. Pulzer in: Michael A. Meyer: Deutsch-jüdische Geschichte in der Neuzeit. Band 3, 1997, S. 368.
48. ↑  Gehorsam und Größenwahn. Die Rolle des Militärs in Deutschland zwischen 1871 und 1945 – ein Zeit-Forum zu Ehren von Karl-Heinz Janßen, Zeit Online, 13. November 2000, Forum mit den Teilnehmern Fritz Klein, Professor für Geschichte (em.), Akademie der Wissenschaften der DDR, Hans Mommsen, Professor für Geschichte (em.), Bochum, John C. G. Röhl, Professor für Geschichte an der University of Sussex, Fritz Stern, Professor für Geschichte (em.) an der Columbia University, Wolfram Wette, Professor für Geschichte, Freiburg i. Br.
49. ↑  Norbert Frei: Verwischte Spuren. Die Wehrmacht und der Holocaust: Wolfram Wette über das Ende einer Offizierslegende, Die Zeit, 18/2002, 25. April 2002 (Rezension zu Wolfram Wettes Die Wehrmacht); Wolfram Wette, Militärhistoriker, im Gespräch mit Jochen Kölsch, Sendung des Bayerischen Rundfunks vom 12. September 2005 (PDF; 42 kB).
50. ↑  Wolfram Wette: Die Wehrmacht. 2. Auflage, Frankfurt am Main 2002, S. 48 f.
51. ↑  Hans-Ulrich Wehler: Deutsche Gesellschaftsgeschichte 1914–1949. Band 4: Vom Beginn des Ersten Weltkriegs bis zur Gründung der beiden deutschen Staaten. 3. Auflage 2008, S. 129 ff. (Buchauszug online).